# انگلسکیرشن
انگلسکیرشن (به آلمانی: Engelskirchen) یک شهر در آلمان است که در اوبربرگیشر کرایس واقع شده‌است. انگلسکیرشن ۲۰٬۴۱۰ نفر جمعیت دارد.

## خواهرخوانده
شهرهای Plan-de-Cuques و موگیلنو خواهرخوانده‌های انگلسکیرشن هستند.